# Helmerchingehusen
Helmerchingehusen oder Helmerchinhusen war ein Dorf in der Nähe des heutigen Egestorf (Deister) in Niedersachsen.

## Geschichte
Der Ort Helmerchingehusen wird erstmals 1215 in einem Lehensregister der Grafen von Hoya erwähnt. Eine Urkunde aus dem Jahr 1216 bestätigt den Anspruch des Klosters Barsinghausen auf den Zehnten des Ortes.
Die Herren von Goltern hatten eine Kapelle in Helmercinghusen gestiftet. Im Jahr 1300 übertrugen Johannes, Artur, Ludolf und Dietrich von Goltern mit Zustimmung des Klosters Barsinghausen dem Priester Konrad von Yborg bzw. im Jahr 1313 der Kapelle 6 Hufen Land mitsamt dem Zehnten.
Im Jahr 1358 verkauften die Grafen von Goltern den Knigges das Dorf Helmerjinghusen. Diese verkauften bereits 1360 „dat verden deyl half“ davon an das Kloster Wennigsen weiter. Um diese Zeit wurde Helmersinghehusen unter den Orten genannt, die Nutzungsrechte am Deister hatten.
Vermutlich im späten Mittelalter wurde Helmerchingehusen zur Wüstung. Im 15. Jahrhundert in Egestorf erwähnte Flurnamen wie Hilmerfeld, Helmerfeldt oder Helmersinghäuser Mark deuten darauf hin, dass dieser Nachbarort die Ackerflächen Helmerchingehusens bereits übernommen hatte.

## Beschreibung
Helmerchingehusen lag südöstlich des alten Dorfkerns von Egestorf am Übergang vom Nordhang des Deisters in die Calenberger Lößbörde. Durch die Gemarkung Helmerfeld fließt hier der Schleifbach. Im Lehensregister von 1215 werden zwei Mühlen in Helmerchingehusen erwähnt. Am Schleifbach im Helmerfeld gab es vom 17. bis ins 19. Jahrhundert wieder zwei Mühlen, die als Schleifmühlen dienten.